# لايتون كلاركسون
لايتون كلاركسون (بالإنجليزية: Leighton Clarkson)‏ هو لاعب كرة قدم بريطاني في مركز الوسط، ولد في 19 أكتوبر 2001 في بلاكبرن في المملكة المتحدة. لعب مع نادي ليفربول.

## وصلات خارجية
- لايتون كلاركسون على موقع الاتحاد الأوربي (الإنجليزية)
- لايتون كلاركسون على موقع قاعدة بيانات كرة القدم.إي يو (الإنجليزية)
- لايتون كلاركسون على موقع Soccerbase.com (لاعب) (الإنجليزية)
- لايتون كلاركسون على موقع Soccerway.com (الإنجليزية)
- لايتون كلاركسون على موقع عالم كرة القدم.نت (الإنجليزية)